# Rottenbach (Gemeinde Zwettl-Niederösterreich)
Rottenbach ist eine Ortschaft und eine Katastralgemeinde der Stadtgemeinde Zwettl im Bezirk Zwettl in Niederösterreich. Die Ortschaft hat 35 Einwohner (Stand 1. Jänner 2024).

## Geschichte

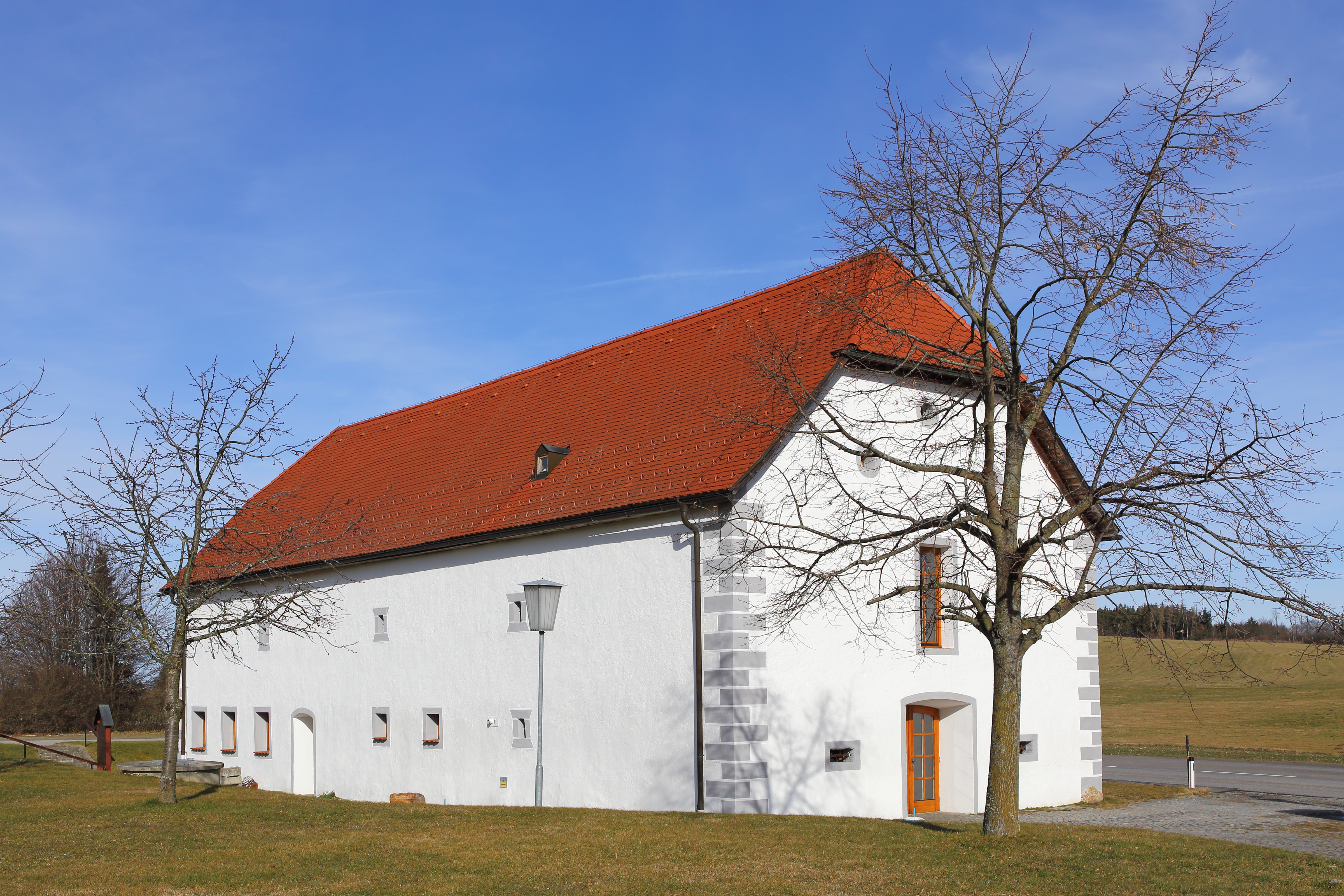
Ehem. Schüttkasten in Rottenbach

Rottenbach liegt in einer Niederung an der Bundesstraße 124. Es ist ein sogenanntes Längsangerdorf mit ursprünglich 11 Gebäuden.
1400 hieß der Ort Rotenpach (wahrscheinlich ist der Ortsname auf das eisenhaltige Wasser zurückzuführen )
Mundartlich wird der Ort „rodnbo“ ausgesprochen.
Die Siedlung entstand um das ehemalige Jagdschloss, das in der Folge als Meierhof genutzt wurde. Das Gut wurde schon im 14. Jahrhundert urkundlich erwähnt. Es ist ein einfacher Bau, der in seiner Grundsubstanz weitgehend unverändert ist.
Besitzer waren im 14. Jahrhundert die Herren von Starhemberg, 1556 wurde es von den Herren von Lindau gekauft. Weitere Besitzer waren : ab 1651 Graf Georg Adam von Kuefstein, ab 1656 sein Sohn Johann Georg, ab 1690 Hanns Adam, Freiherr von Landau. Er starb als Herr von Rothenbach. Seine Tochter Maria Dorothea war Nonne und vermachte das Gut ihrem Kloster zu St. Jakob in Wien.
1739 wurde das Gut an Leopold Christoph Reichsgrafen von Schallenberg verkauft. Danach ging es an die Herren von Schloss Rosenau über (Georg Ritter von Schönerer). Im Schloss Rosenau und auch im ehemaligen Gutshof befinden sich Drucke nach einer Radierung von Georg Matthäus Vischer von 1672. Der Stich zeigt das Gebäude noch mit Giebelturm und mehreren Rauchfängen. Der Turm selbst fiel 1825 einem Brand zum Opfer.
Laut Adressbuch von Österreich waren im Jahr 1938 in Rottenbach ein Gastwirt, ein Gemischtwarenhändler, ein Schmied und einige Landwirte ansässig.
1938 wechselte das Gut an die Deutsche Ansiedlungsgesellschaft, ab 1945 gehörte es dem Waldviertler Fleckviehzuchtverband.
1991 wurde das an eine Privatperson verkauft und restauriert.
Der ehemalige Körnerkasten, der zum Meierhof gehörte, befindet sich nun im Besitz der Gemeinde Zwettl und wird als Veranstaltungsgebäude genützt.
Zum Jahreswechsel 1979/1980 befanden sich in der Katastralgemeinde Rottenbach insgesamt 18 Bauflächen mit 10.218 m² und 10 Gärten auf 3.636 m², 1989/1990 gab es 18 Bauflächen. 1999/2000 war die Zahl der Bauflächen auf 39 angewachsen und 2009/2010 bestanden 21 Gebäude auf 38 Bauflächen.

## Bodennutzung
Die Katastralgemeinde ist landwirtschaftlich geprägt. 110 Hektar wurden zum Jahreswechsel 1979/1980 landwirtschaftlich genutzt und 145 Hektar waren forstwirtschaftlich geführte Waldflächen. 1999/2000 wurde auf 108 Hektar Landwirtschaft betrieben und 145 Hektar waren als forstwirtschaftlich genutzte Flächen ausgewiesen. Ende 2018 waren 106 Hektar als landwirtschaftliche Flächen genutzt und Forstwirtschaft wurde auf 146 Hektar betrieben. Die durchschnittliche Bodenklimazahl von Rottenbach beträgt 20,8 (Stand 2010).